# Manuel de Araúcho
Manuel de Araúcho (* 14. Februar 1803 in Montevideo; † 1842 ebenda) war ein uruguayischer Offizier und Journalist und ist ein bedeutender Vertreter der gauchesken Dichtung.
Manuel de Araúcho diente 1810 unter Juan Ramón González de Balcarce in einem Aufklärungstrupp und beteiligte sich an den Kämpfen gegen Estanislao López, dem föderalistischen Caudillo von Santa Fe. In der Schlacht von San Nicolás, die im selben Jahr stattfand, wurde er gefangen genommen.
Von 1826 bis 1827 war er Offizier im Argentinisch-Brasilianischen Krieg. Carlos María de Alvear beauftragte ihn 1826 mit der Ausrüstung des von Juan Antonio Lavalleja befehligten Heeres. Araúcho nahm am 20. Februar 1827 als Hauptmann an der Schlacht von Ituzaingó unweit von Rosário do Sul gegen die brasilianisch-kaiserlichen Truppen unter Führung von Felisberto Caldeira Brant, Marquis von Barbacena, teil.
1828 arbeitete Araúcho in Buenos Aires für die Zeitung El Liberal und schrieb die erste Fassung seiner Carta al proyectista del Banco (dt.: ~Brief an den Architekten des Nationalbankgebäudes). 1830 schrieb er das Ein-Personen-Stück Fillán, hijo de Dermidio (dt.: Fillán, Dermidios Sohn). 1834 übersetzte er für die Zeitung El Universal die Nationalhymne der USA ins Spanische. 1835 wurde er zum Oberstleutnant der Kavallerie unter Oribe befördert. In Montevideo veröffentlichte er im selben Jahr den Miszellenband Un paso en el Pindo. 1837 übersetzte er La Tontine und weitere Werke von Alain-René Lesage ins Spanische.
1842 beantragte er seine Freistellung vom Kriegsdienst, nachdem er im Korps der Milicias de Extramuros gekämpft hatte. Kurz darauf starb Manuel de Araúcho.

## Schriften
- Carta al proyectista del Banco (1828)
- Fillán, hijo de Dermidio (1830)
- Un paso en el Pindo (1835)